# Ormándlak, Zala
Ormándlak  este un sat în districtul Zalaegerszeg, județul Zala, Ungaria, având o populație de 126 de locuitori (2011). 

## Demografie
Componența etnică a satului Ormándlak
     Maghiari (89,55%)
     Romi (10,45%)
Componența confesională a satului Ormándlak
     Romano-catolici (65,08%)
     Fără religie (26,98%)
     Necunoscută (7,94%)
Conform recensământului din 2011, satul Ormándlak avea 126 de locuitori. Din punct de vedere etnic, majoritatea locuitorilor (89,55%) erau maghiari, cu o minoritate de romi (10,45%).  Din punct de vedere confesional, majoritatea locuitorilor (65,08%) erau romano-catolici, cu o minoritate de persoane fără religie (26,98%). Pentru 7,94% din locuitori nu este cunoscută apartenența confesională.